# 长沙埂站
侯家坪站位于四川省资阳市雁江区丰裕镇长沙村丰高路东，有成渝铁路通过，由成都铁路局成都车务段管辖。车站启用于1952年7月1日，目前为现为四等中间站，现已不办理客运业务，仅办理少量货运业务及列车会让。

## 设施
车站为北南走向（略偏东北—西南），设到发线3条（包含正线1条），另有货物线1条，站房设于线右，有站台1座。车站上下行区间均为单线，上下行区间及站内均已电气化。